# 銅鐸

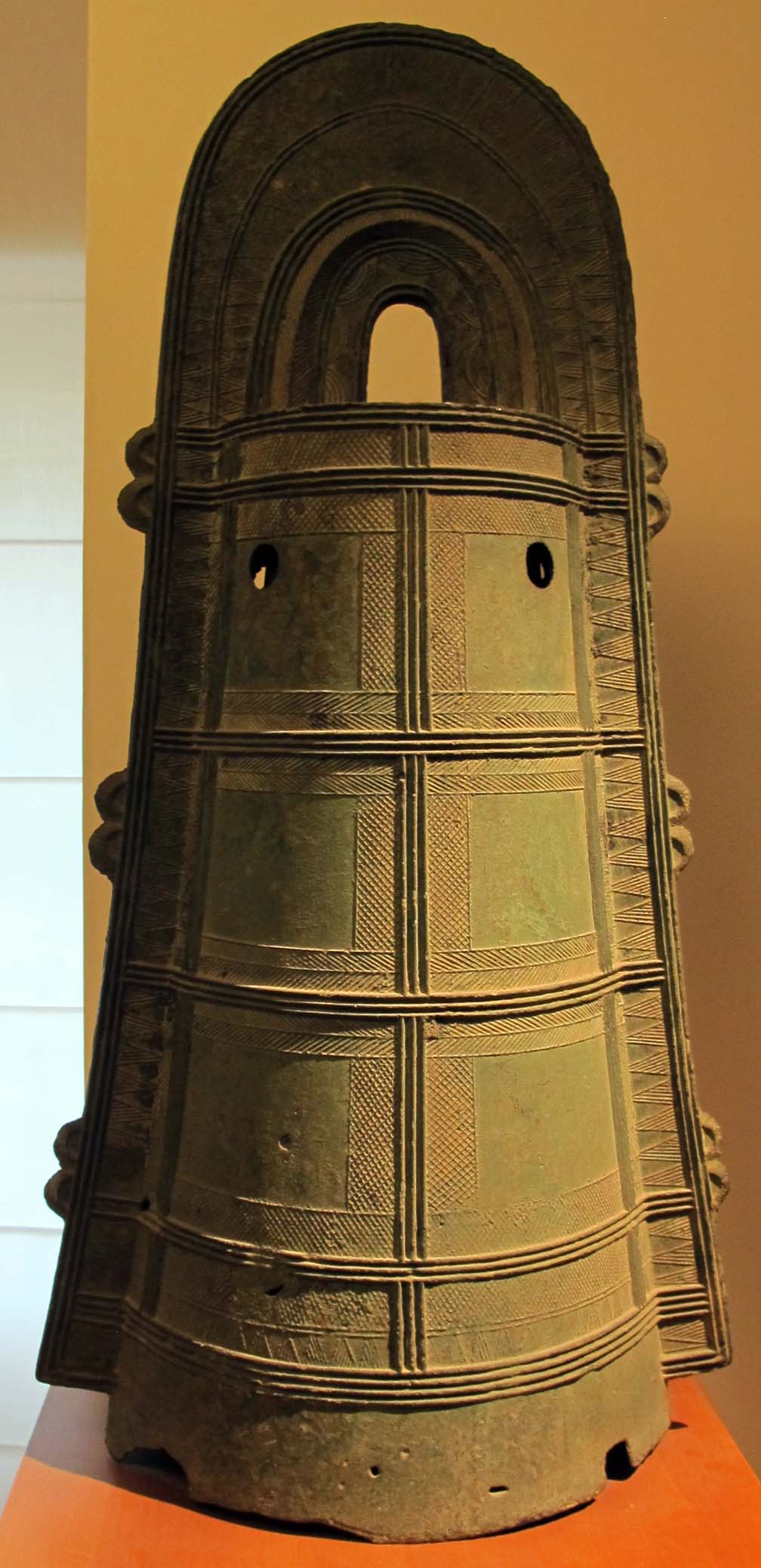
袈裟襷文銅鐸 静岡県出土（パリ、ギメ美術館蔵）

銅鐸（どうたく）は、弥生時代に製造された釣鐘型の青銅器である。紀元前2世紀から2世紀の約400年間にわたって製作、使用された。

## 名称
語源となった「鐸」は古代中国大陸において用いられた柄付きの青銅器の楽器である。鐸は柄を持ちもう一方の手にもった打器で鐸を打ち鳴らして音をだした。これに対して吊るして使用される楽器は「鐘」と呼ばれる。
弥生時代の銅鐸は鐸もしくは鐘のような形をしている青銅器である。日本では古くから「銅鐸」と呼んだが、実際には鐘のように吊るして使用された。
銅鐸の名称がはじめて用いられたのは8世紀に編纂された続日本紀においてである。和銅六年（713年）に大和国宇陀郡において見つかった銅鐸が献上されたと記されている。他の記録でも銅鐸の名称が見られる。
大倭國宇太郡波坂郷人大初位上村君東人得銅鐸於長岡野地而獻之高三尺口徑一尺其制異常音協律呂勅所司蔵之
大倭宇太郡波坂郷の人、大初位上村君東人、銅鐸を長岡野の地に得て献る。高さ三尺、口径一尺、その制、常に異にして、音、律呂に協う。所司に勅して蔵めしめたまふ。
12世紀の「扶桑略記」や14世紀の「石山寺縁起」など以後の記録では「宝鐸」と呼ばれた。

## 出土

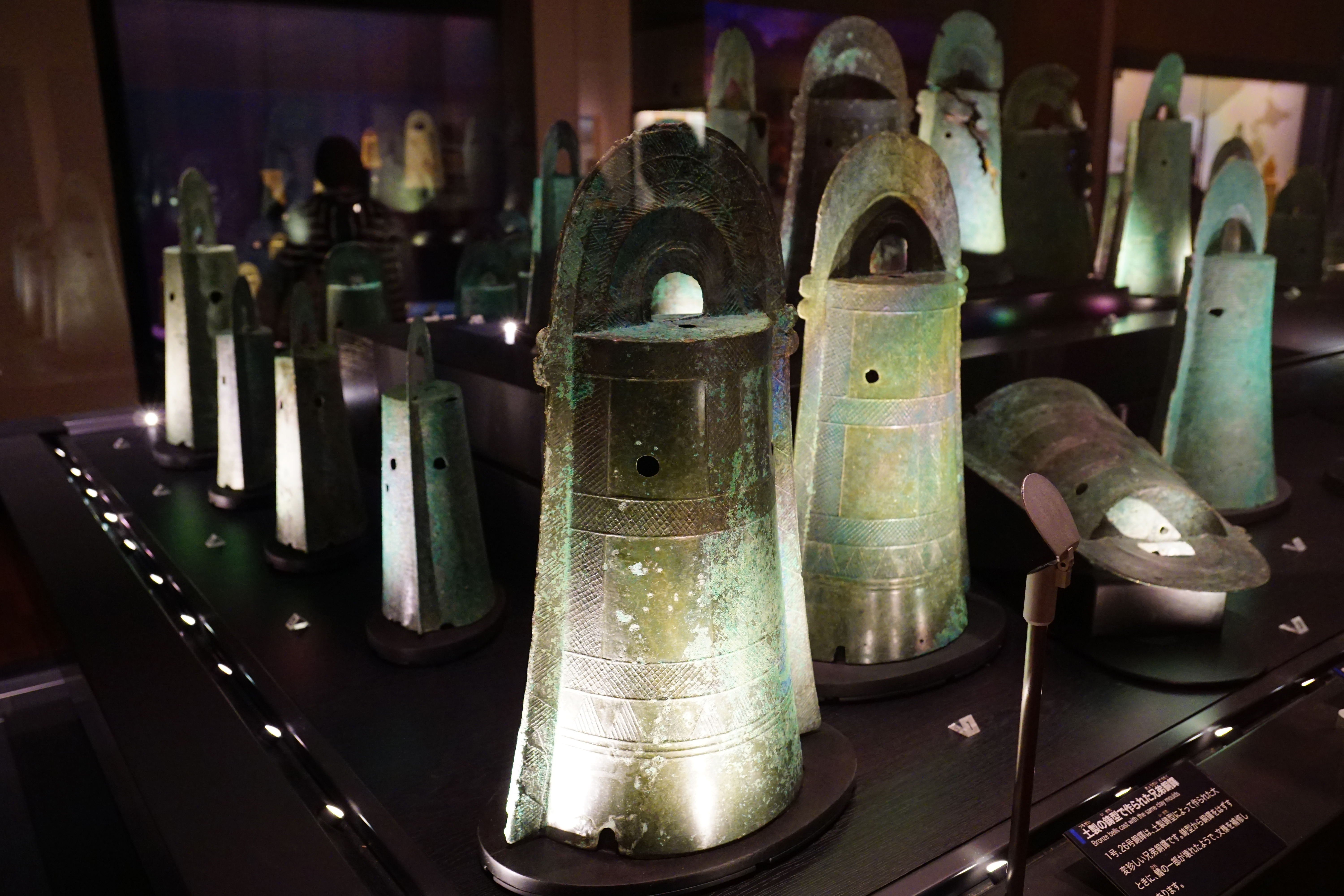
加茂岩倉遺跡出土の銅鐸（国宝、島根県立古代出雲歴史博物館展示）

これまでに出土した銅鐸は全国で約500個である。文化庁による平成13年（2001年）3月末時点での主な出土数は以下の通りである。
- 兵庫県 56点
- 島根県 54点
- 徳島県 42点
- 滋賀県 41点
- 和歌山県 41点

一時は近畿を中心とした銅鐸文化圏という概念が存在したが、その後吉野ヶ里遺跡をはじめ北部九州で多くの銅鐸およびその鋳型が出土したことから、銅鐸文化圏の概念は否定された。特に、吉野ヶ里遺跡から出土した銅鐸およびその鋳型が伝出雲出土銅鐸（木幡家銅鐸）と完全に一致したことから、最近ではむしろ北部九州で作られたものが出雲にひろまったと考えられるようになった。
文様に加えて絵も描かれた銅鐸も少なくなく、約13%である（1997年2月現在）。

## 形状

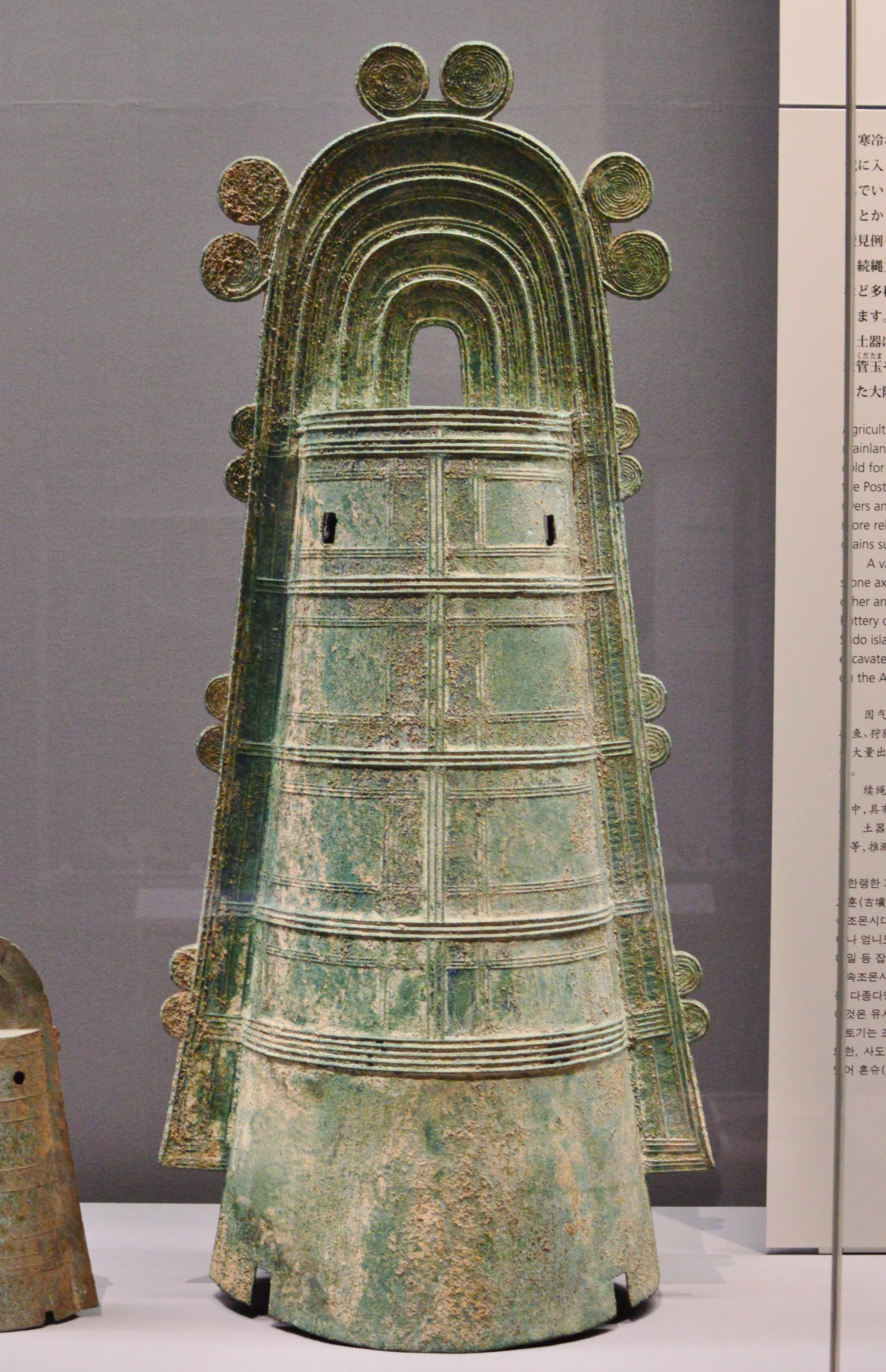
滋賀県野洲市小篠原字大岩山出土 突線紐5式銅鐸
（国の重要文化財）東京国立博物館展示。

大きさは12センチから1メートルを越すものまである。1世紀頃には高さが60センチに達し、その後さらに大型化が進み、2世紀には1メートルを超え、最終的には134センチに達する。しかし、その直後鋳造が止んでいる。現存する最大のものは、滋賀県野洲市野洲町大岩山1881年出土1号銅鐸で、高さ144センチ、重量45キログラムに達する。
近畿地方で生産されたものは表面に必ず文様がつけられている。文様で一番多いのが、袈裟襷文（けさだすきもん）で、縦の文様帯と横の文様帯とを交差させている。その前は流水文であった。最古級の銅鐸は、縦文様帯と横文様帯を持つ四区袈裟襷文で飾っている。また、吊り下げる鈕の断面形が菱形となっている（I式：菱環鈕式、りょうかんちゅうしき）。しかし、大阪府茨木市の東奈良遺跡から出土した小銅鐸の鈕の断面形は円形である。その後、II式：外縁付鈕式（がいえんつきちゅうしき）、III式：扁平鈕式、IV式：突線鈕式と変遷する。その後鐸自身が大型化し、表面に飾りが加わる。このように銅鐸は、紐の形態が変化するとともに、銅鐸全体が大型化して、吊り下げて鳴らす楽器から、据えつける祭器に変化したことがわかる。
紀元前2世紀後半頃40センチを超す大型銅鐸が現れ、流水文が採用されている。この文様は紀元前1世紀頃に衰退する。当時の家屋など弥生時代の習俗の様子を描いた原始的な絵画が鋳出されているもの（絵画銅鐸）もある。伝香川県出土銅鐸に関して、その絵の意味は、「生きとし生けるもの、すべて己の生きんがためには、弱者の生を奪うこともさけがたく、われら人もまた、鹿を狩り猪を追う生活に永い月日を送ってきたが、いま農耕の業を教えられてより、年々の実りは豊かに倉に満ち、明日の食を憂うることもなきにいたった。いざ、わが祖神の恩沢を讃えようではないか」と解釈し、農耕により弱肉強食の時代が終わったことを感謝する「農耕賛歌説」が定説である。

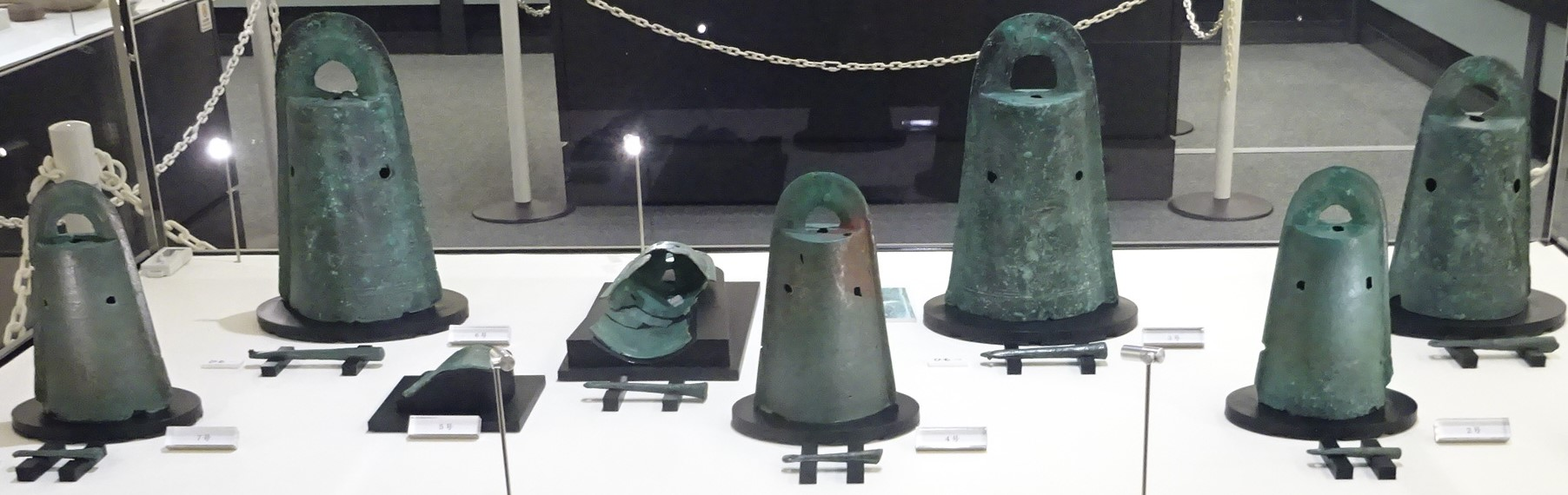
松帆銅鐸南あわじ市滝川記念美術館玉青館展示。

2015年に兵庫県南あわじ市で発見された「松帆銅鐸（紀元前4世紀～前2世紀前半頃と推定）」は、入れ子状になっていた2組（4個）をCTスキャンで調査した結果、その全てに「舌（ぜつ）」が残されていた。その後の調査で「舌」に残った紐の一部が実際に確認され、「鈕」からは紐を巻きつけた事を示す繊維片や痕跡が見つかっている。この銅鐸は青銅に含まれる鉛の分析の結果、朝鮮半島で出土する銅鐸と同じ材料で作られていた事がわかった。

## 歴史
| 近畿I式銅鐸（左）・三遠式銅鐸（右）いずれも突線鈕2式。近畿式銅鐸は鈕に渦紋の双頭飾り耳をつけて身の区画帯を斜格子紋とするが、三遠式銅鐸は鈕に飾耳がなく身の横帯を綾杉紋とする。左は滝峯才四郎谷銅鐸、右は前原銅鐸。いずれも浜松市姫街道と銅鐸の歴史民俗資料館展示。  |  | 近畿I式銅鐸（左）・三遠式銅鐸（右）いずれも突線鈕2式。近畿式銅鐸は鈕に渦紋の双頭飾り耳をつけて身の区画帯を斜格子紋とするが、三遠式銅鐸は鈕に飾耳がなく身の横帯を綾杉紋とする。左は滝峯才四郎谷銅鐸、右は前原銅鐸。いずれも浜松市姫街道と銅鐸の歴史民俗資料館展示。 |
| 近畿I式銅鐸（左）・三遠式銅鐸（右）いずれも突線鈕2式。近畿式銅鐸は鈕に渦紋の双頭飾り耳をつけて身の区画帯を斜格子紋とするが、三遠式銅鐸は鈕に飾耳がなく身の横帯を綾杉紋とする。 左は滝峯才四郎谷銅鐸、右は前原銅鐸。いずれも浜松市姫街道と銅鐸の歴史民俗資料館展示。 |  | |

中国江蘇省無錫市にある春秋戦国時代（紀元前770 - 同221年）の地方国家「越」の貴族墓（紀元前470年頃）から、日本の弥生時代の銅鐸に形が似た原始的な磁器の鐸が出土している。日本の銅鐸は、中国大陸を起源とする鈴が朝鮮半島から伝わり独自に発展したというのが定説だが、発掘調査を担当した南京博物院考古研究所の張所長は、鐸が中国南部の越から日本に直接伝わった可能性があると指摘している。
1世紀末ごろを境にして急に大型化する（IV式：突線紐式）。この大型化した銅鐸には、近畿式と三遠式の2種がある。近畿式は大和・河内・摂津で生産され、三遠式は濃尾平野で生産されたものであろうと推定されている。
近畿式は、近畿一帯を中心として、東は遠江、西は四国東半、北は山陰地方に、三遠式は、東は信濃・遠江、西は濃尾平野を一応の限界とし、例外的に伊勢湾東部・琵琶湖東岸・京都府北部の日本海岸にそれぞれ分布する。それぞれの銅鐸は2世紀代に盛んに創られた。2世紀末葉になると近畿式のみとなる。銅鐸はさらに大型化するが、3世紀になると突然造られなくなる。
銅鐸が発見された記録は、『扶桑略記』の天智天皇7年（668年）、近江国志賀郡に崇福寺を建立するのに際して発見された記述が最古であろうという。ただし、天智期の記事を詳細に記しているはずの記紀は、この出来事について全く触れていない。『続日本紀』には、和銅6年（713年）、大和宇波郷の人が長岡野において発見した記事があり、『日本紀略』には、弘仁12年（821年）、播磨国で掘り出され、「阿育王塔鐸」とよばれたとある。
なお『古事記』の国産みには小豆島の別名として大鐸姫が登場する。

## 用途

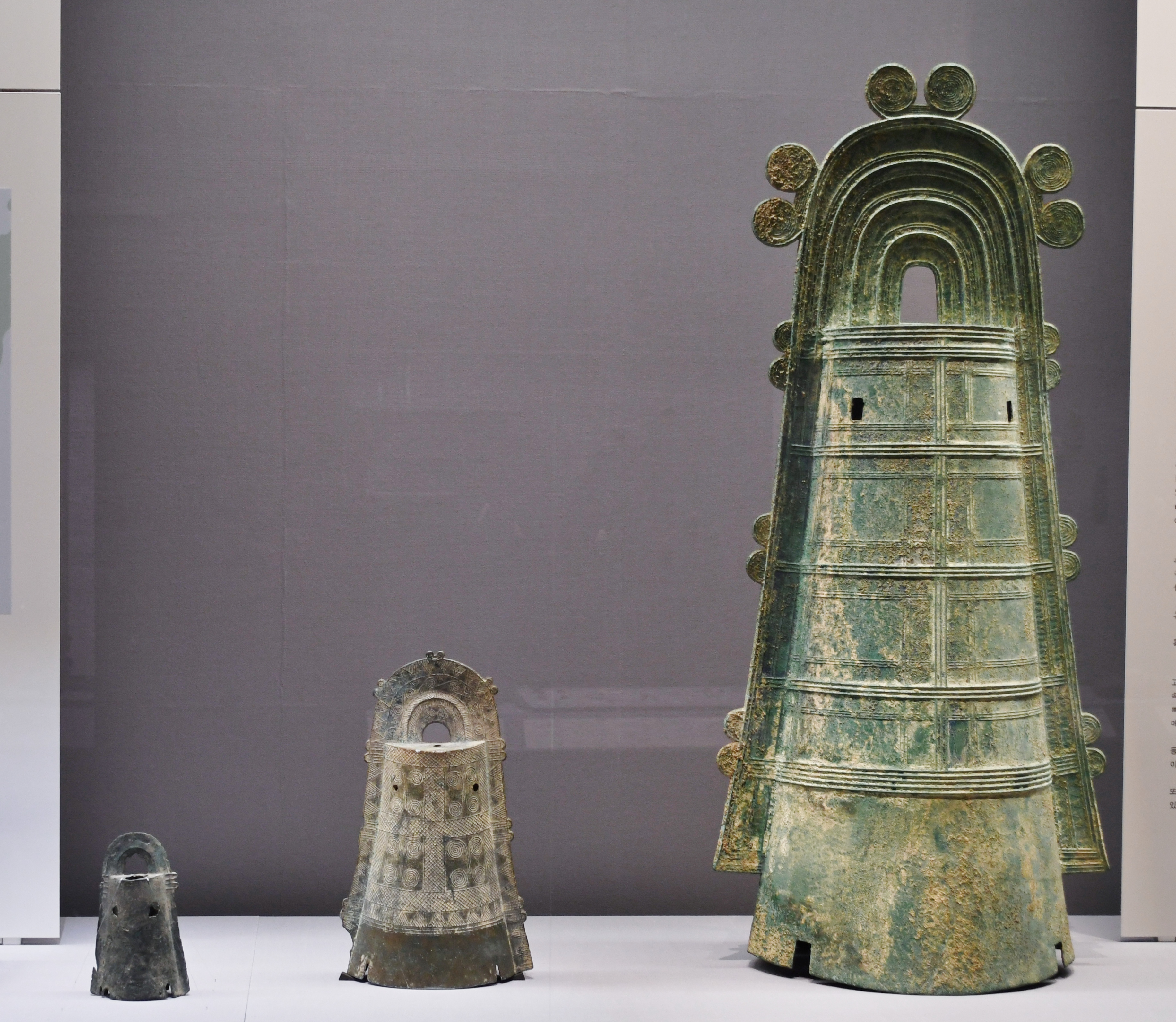
銅鐸の形態変化東京国立博物館展示。

見た目が鐸(持ち手付きの鐘)に見えるので楽器のように思うが、現在のところ用途は未だ定かではない。出土状況や表面に遺された痕跡などから使用方法はある程度推測されている。銅鐸はその形状ゆえ、初期の小型の物は鈕（ちゅう）の内側に紐（ひも）などを通して吊るし、舞上面に開けられた穴から木や石、鹿角製の「舌（ぜつ）」を垂らして胴体部分か、あるいは「舌」そのものを揺らし、内部で胴体部分の内面突帯と接触させる事で鳴らされたと考えられる（西洋の鐘やカウベルと同じ）。
これは鈕の下部及び側面に紐で長期間吊るされたことによる「擦れ」と考えられる痕跡や、内面突帯に舌が当たった為にできたと思われる凹みの形での損傷が確認される銅鐸があるためである。逆に梵鐘のような、胴体部の外面を叩くことでできたと考えられる痕跡のあるものは出土例がない。なお、銅鐸を「鳴らす」段階にあってはこの内面突帯の摩滅を軽減するため、この内面突帯を2本に増やしたものが銅鐸の発達と共に増えていく。
2015年6月に淡路島で発見された銅鐸4個から音を鳴らすための青銅製の「舌（＝振り子）」が発見された事を、県教育委員会が発表した。翌年、2016年1月に発見された弥生前期末～中期初頭の銅鐸7個の全てに、舌とそれを吊るすためと思われる紐の存在が確認され、銅鐸は吊りさげて使用されていたと推測されるようになった。
1世紀末頃には大型化が進み、鈕が薄手の装飾的なものへの変化が見られることから、銅鐸の利用法が、音を出して「聞く」目的から地面か祭殿の床に置かれて「見せる」目的へと変化したとする説が支持を集めている。これは「聞く銅鐸」から「見る銅鐸」への展開と呼ばれ（田中琢）、鈕・鰭外部に耳が付くことが多くなる。また、すでに鳴らすことを放棄した設計であるにも関わらず、長期間「鳴らす」銅鐸の「延命」の工夫であるはずの内面突帯が増加（三重化）されたものもある。これは通常目に触れることのない内面にまで装飾の手が伸びた、もしくは「鳴らす」ためとは別の目的があった可能性が考えられる。
古語拾遺には天の岩戸の祭事において天細女が鉾に鐸をつけて踊るという描写がある。現在でも小野神社など伝わる鐸鉾のような使われた方をした可能性がある。

## 埋納状況
埋納状況については村を外れた丘陵の麓、あるいは頂上の少し下からの出土が大部分であり、深さ数十センチメートルの比較的浅い穴を掘って横たえたものが多い（逆さまに埋められたものも2例ある）。一、二個出土する場合が多いが、十数個同時に出土した例も稀にある。あまり注目される事が無いが頂上からの出土がないことは銅鐸の用途や信仰的位置を考える上で重要と考えられる。松帆銅鐸のように海岸砂丘部に埋納されていたと推定される珍しい例もある。土器や石器と違い、住居跡からの出土はほとんどなく、また銅剣や銅矛など他の銅製品と異なり、墓からの副葬品としての出土例は一度もないため（墳丘墓の周濠部からの出土は一例ある）、個人の持ち物ではなく、村落共同体全体の所有物であったとされている。なお、埋納時期は紀元前後と2世紀頃に集中している。銅鐸を埋納したことの理由については以下のように諸説ある。
御神体として米や穀物の豊穣を祈って拝んだのではないかという説
しかし、これには反論があり「祀るための宝物ならそれなりの扱いを受けるはずで、そのような施しは見受けられない」ということである。だが、この場合の「施し」というものが具体的にどのような痕跡を指すのかが問題である。
平時は地中に埋納し、祭儀等の必要な時に掘り出して使用したが、祭儀方式や信仰の変化により使われなくなり、やがて埋納されたまま忘れ去られたとする説（松本清張等）
特に「聞く銅鐸」の紋様の不鮮明さは埋納時から発掘までの土中での経年劣化ではなく、磨く等の行為によるものとされており（佐原真）、祭りの度に繰り返し掘り出し磨かれたためという。かつての東南アジア方面（ベトナム等、しかし現在は不明）の銅鼓も日ごろ地中に埋めてあり、祭りの時や葬儀の時取り出して使用していたという。
大変事にあたり神に奉納したのではないかという説
しかし十数個同時に出土する例は「大変事」の規模にあわせたために大量に埋納したのか、全国各地で出土するのは全国規模で弥生時代を通して「大変事」が頻発したのか、等を埋納状況などを踏まえた上で考える必要がある。
地霊を鎮めるために銅器を埋納した風習という説
古代華南にそのような風習が見られた。
文字の未だ定まっていない時代に、任命書に代えて鏡ではなく銅鐸を授与したという説
だが、そもそも鏡を任命書として与えるような権力者、集団が当時日本列島に存在したかがまず問題である（古墳時代には同盟集団に配布したと思しき例が少なからずあるようである）。また、銅鐸の製造集団の負う文化的背景に由来すると思われる地域的な銅鐸の特徴差について考慮を全く欠いているという批判がある。
銅鐸を祭る当時の列島の信仰的背景とは著しく異なる文化を持った外敵が攻めて来た等の社会的な変動が起きた時に、銅鐸の所有者が土中に隠匿して退散したという説（古田武彦等）
この「外敵」を後世の有力集団の祖先に擬する説もある。しかし、全国的に似たような埋納のされ方なので、慌てて隠したのであればいろいろな埋め方があるはず、という反論がある。2世紀後半頃に倭国大乱が起こり、3世紀前半に卑弥呼が邪馬台国の女王として倭の国々を統治している。
政治的な社会変動により、不要なものとして（多数の場合は一括して）埋納したという説（三品影映・小林行雄等）
つまり、弥生時代の個々の村落を統合する新しい支配者が現れる等して人々がより大きな集団を構成する際に、それまでのそれぞれの共同体の祭儀から専制的権力者の祭儀への変化が起き、各々の村落で使われていた銅鐸を埋納したというものである。その際、集落によっては銅鐸を壊す等の行為もあったと思われ、一部の破壊銅鐸の出土はこのような理由によるとする。また、この社会・祭儀の変化とは次の古墳時代への変化のことと関連付けられることが多い。
銅鐸はしばしば破壊された状態で発見される。たとえば、兵庫県豊岡市の久田谷銅鐸は、5～10cm前後に砕かれた状態で発見された。奈良県桜井市の脇本遺跡からは、銅鐸の破片の他に銅鐸とは違う鋳型などがまとまって出土し、「銅鐸片を溶かし、鏡や鏃（やじり）などの青銅器に作り替えた」可能性が寺沢薫により指摘されている。また、銅鐸は発見後に破壊される例もある。たとえば、四区袈裟襷紋に絵画の鋳出された谷文晁旧蔵銅鐸は、表裏八区画のうち、片面上段の左右二区画が欠損している。これは「江戸時代に花器として銅鐸を使うことが通人の間で流行したことによる」と考えられ、同様にして発見後に破壊されるケースは「容器に転用したり吊り手を切断したもの、身を切断したものなど、その犠牲になったものは二十例ほどになる」という。
しかし、遺跡ごとに用途・保管方法や埋納の事情は異なっていたと考えられるため、すべての銅鐸を一律に論じることは危険である。

## 銅鐸文化圏と銅矛文化圏

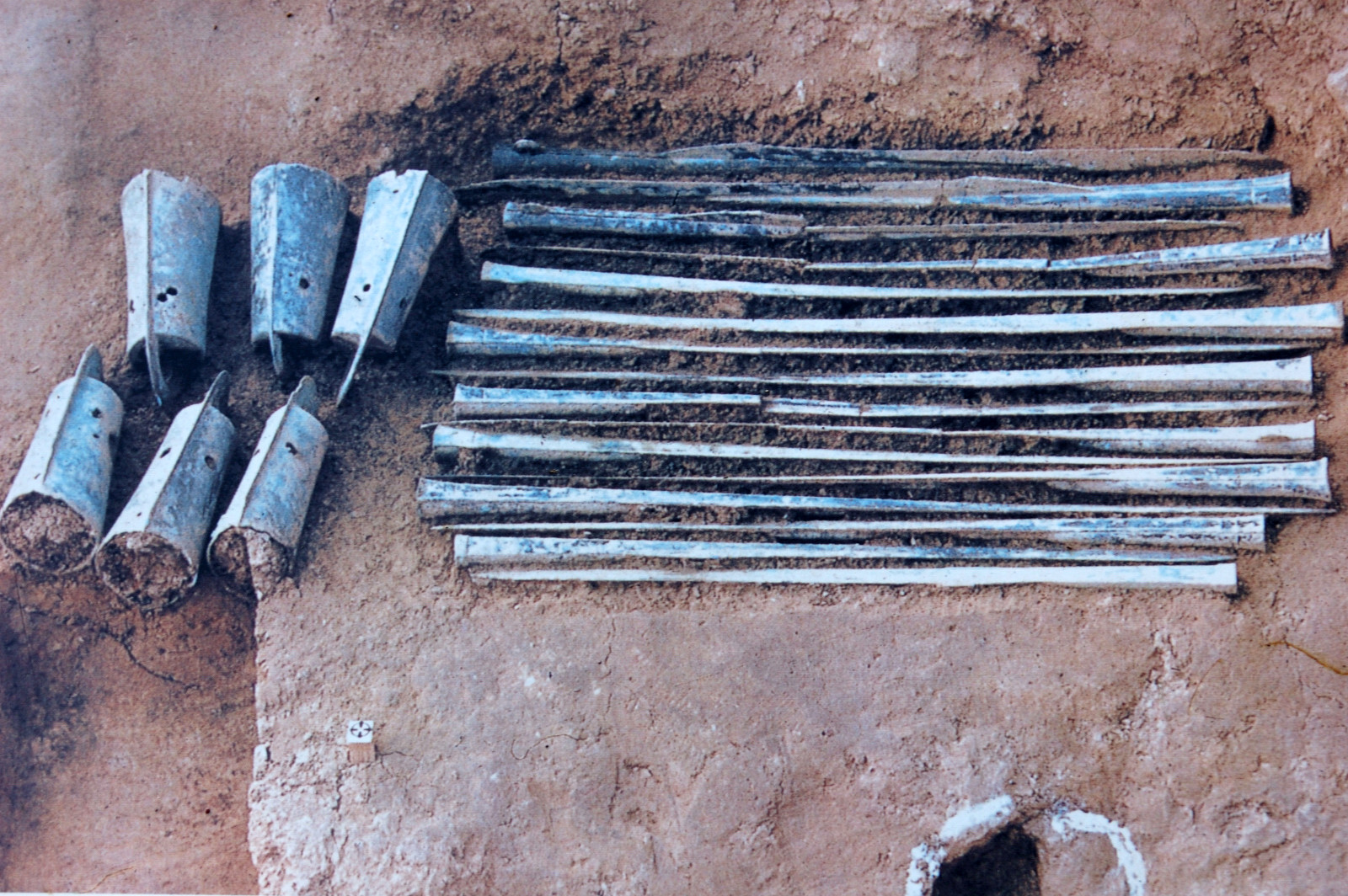
銅矛と共に出土した銅鐸（島根県出雲市の荒神谷遺跡）

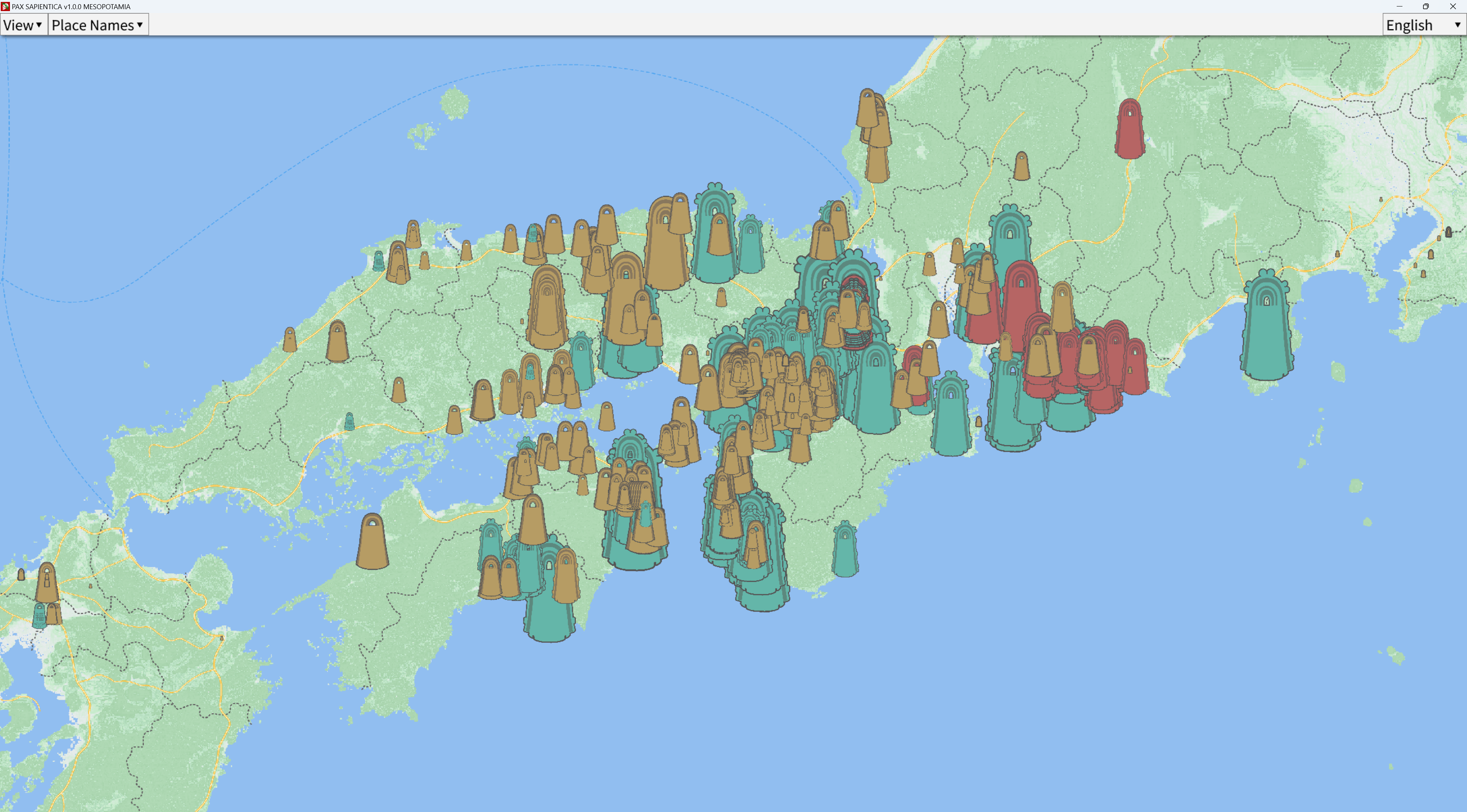
銅鐸の分布

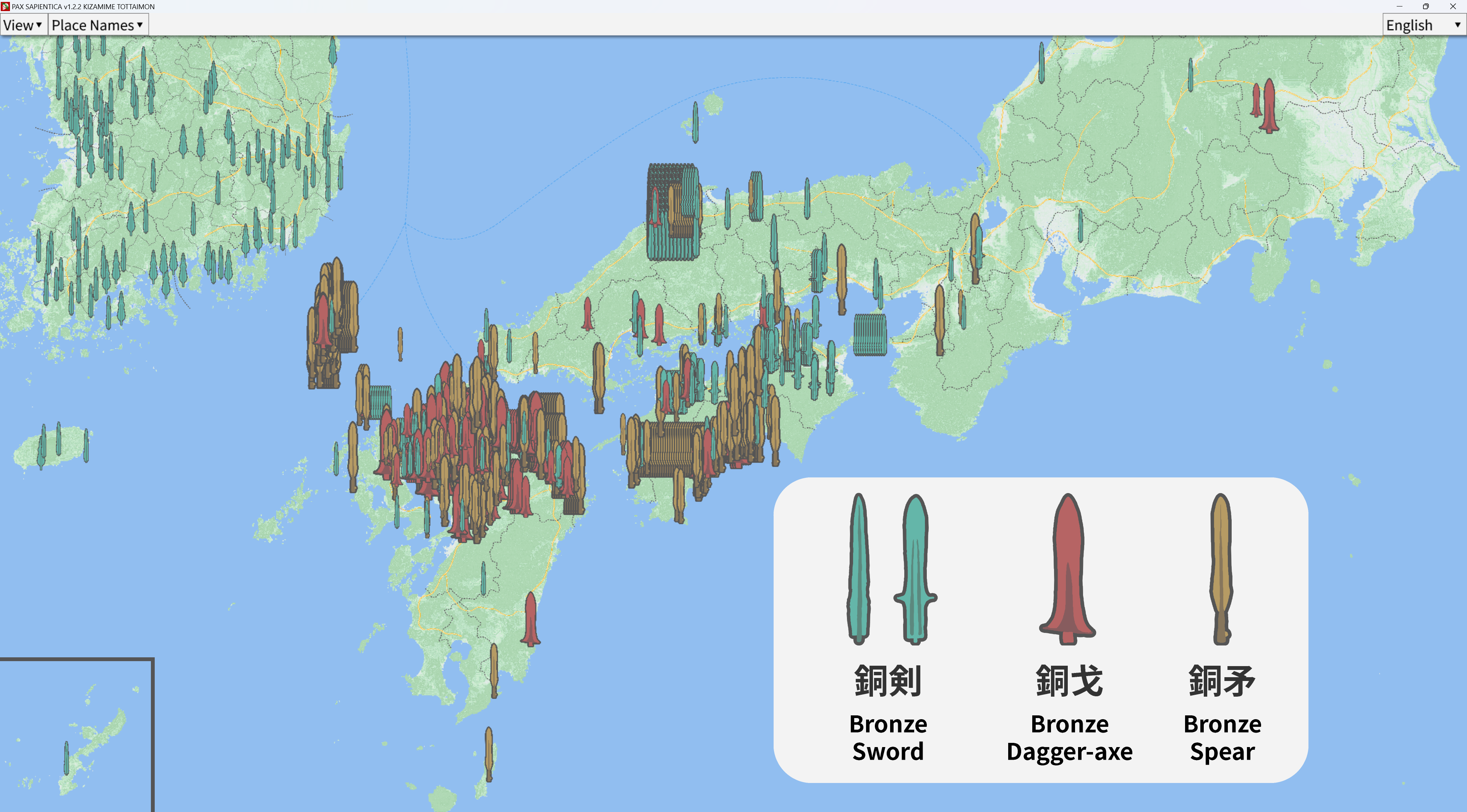
武器形青銅器の分布

かつては遺跡が発掘されること自体が少なく、青銅器の出土量も少なかったため、銅矛は主に北九州周辺、銅鐸は近畿から東海地方にかけての地域で出土するという偏りがあった。そしてこの偏りが絶対であったうちは中京以西の列島を二分する「銅鐸文化圏」と「銅矛文化圏」の存在によるものであると捉えられ、仮定としてではなく真剣に論じられていた時代があった。（さらに中国地方を「銅剣文化圏」としてこれを加え、3つの文化圏が対立しあっていたとする説もあった。）
しかし、発掘される遺跡の増加に伴い当然のことながら青銅器の出土例も増え、「銅鐸文化圏」の地域で銅矛や銅剣が、「銅矛文化圏」内で銅鐸が出土するといったことが多くなった。特に佐賀県の吉野ヶ里遺跡からは銅鐸の鋳型と銅鐸が出土した。また出土した銅鐸が島根県の福田型銅鐸と酷似しており、同じ鋳型で吉野ヶ里で生産された銅鐸が島根県まで移出された可能性が高くなった。さらに福岡県、大分県などでも多数の銅鐸や鋳型が出土している。
このため、「銅鐸文化圏」と「銅矛文化圏」という言葉は論じられることがなくなり、小学校の教科書からも記述が削除されている。
一方三輪氏や賀茂氏などの地祇系氏族との関連は以前より指摘されており、出土分布が島根県（大国主神など出雲神話の舞台）、兵庫県（播磨国風土記など出雲系神話の舞台）、徳島県（天八現津彦命の後裔が定住）、高知県（天八現津彦命の後裔が定住）、奈良県（事代主神など三輪氏の本拠）、滋賀県（和邇氏一派や三上氏の本拠）、長野県（建御名方神の後裔が定住）であるように、三輪氏系部族と物部氏系部族の政治連合体において象徴的に用いられたとする説もある。これらは神武東征の影響によって崩壊し、畿内の中心地域から弥生時代後期に銅鐸が消えたとされる。

## 国宝・重要文化財の銅鐸
*印は国宝、他は重要文化財。
| 名称 | 出土地                                   | 収蔵場所                                       | 解説 |
| --- | ---------------------------------------- | ---------------------------------------------- | --- |
| 袈裟襷文銅鐸                                                                                               | 福井県坂井市春江町井向（いのむかい）出土 | 個人蔵                                         | 絵の鋳出された最も古い形式の銅鐸の一つ。描かれている画題の多くが約150年後の桜ヶ丘町出土銅鐸や伝香川県出土銅鐸と共通することが重要とされる。                                                                          |
| 流水文銅鐸                                                                                                 | 福井県坂井市春江町井向出土               | 辰馬考古資料館                                 | |
| 突線袈裟襷文銅鐸                                                                                           | 愛知県名古屋市瑞穂区軍水町出土           | 辰馬考古資料館                                 | |
| 袈裟襷文銅鐸                                                                                               | 滋賀県大津市石山寺出土                   | 石山寺                                         | |
| 突線袈裟襷文銅鐸 2口                                                                                       | 滋賀県野洲市小篠原大岩山出土             | 東京国立博物館                                 | 滋賀県野洲市小篠原大岩山から1881年（明治14年）に14口、1962年（昭和37年）に10口出土した銅鐸群のうち（前者の14口のうちの2口）。2口のうちの1口は高さ135センチの日本最大の銅鐸である。                                   |
| 袈裟襷文銅鐸 2口 突線袈裟襷文銅鐸 7口 流水文銅鐸 1口                                                       | 滋賀県野洲市小篠原大岩山出土             | 滋賀県立安土城考古博物館                       | 滋賀県野洲市小篠原大岩山から1881年（明治14年）に14口、1962年（昭和37年）に10口出土した銅鐸群のうち、後者の10口にあたる。                                                                                             |
| 突線袈裟襷文銅鐸 2口                                                                                       | 滋賀県野洲市小篠原大岩山出土             | 辰馬考古資料館                                 | 滋賀県野洲市小篠原大岩山から1881年（明治14年）に14口、1962年（昭和37年）に10口出土した銅鐸群のうち（前者の14口のうちの2口）                                                                                          |
| 流水文銅鐸                                                                                                 | 滋賀県守山市新庄町出土                   | 個人蔵                                         | |
| 袈裟襷文銅鐸                                                                                               | 京都府与謝郡与謝野町三河内比丘尼城出土   | 梅林寺蔵、京都国立博物館寄託                   | |
| 袈裟襷文銅鐸                                                                                               | 大阪府羽曳野市西浦出土                   | 文化庁蔵、羽曳野市立陵南の森総合センター保管   | |
| 袈裟襷文銅鐸                                                                                               | 大阪府南河内郡太子町山田出土             | 辰馬考古資料館                                 | |
| 桜ヶ丘遺跡出土品* - 袈裟襷文銅鐸（両面在画像）2口 - 袈裟襷文銅鐸 8口 - 銅鐸 1口 - 流水文銅鐸 3口 - 銅戈7口 | 兵庫県神戸市灘区桜ヶ丘町出土             | 神戸市立博物館                                 | 銅鐸14口、銅戈7口を含む一括資料。14口の銅鐸のうち、4号銅鐸と5号銅鐸は人物、動物などの略画が鋳出されたもので、資料的に貴重である。                                                                                    |
| 流水文銅鐸 4口                                                                                             | 兵庫県豊岡市気比出土                     | 東京国立博物館                                 | |
| 横帯文銅鐸                                                                                                 | 兵庫県洲本市中川原町（旧中川原村）出土   | 隆泉寺                                         | |
| 袈裟襷文銅鐸 附:銅鐸舌                                                                                     | 兵庫県南あわじ市松帆慶野出土             | 日光寺                                         | |
| 袈裟襷文銅鐸                                                                                               | 兵庫県南あわじ市松帆慶野出土             | 慶野組所有、洲本市立淡路文化史料館保管         | |
| 銅鐸、双鈕細線鋸歯文鏡                                                                                     | 奈良県御所市名柄出土                     | 東京国立博物館                                 | |
| 横帯文銅鐸                                                                                                 | 伝伯耆国出土                             | 辰馬考古資料館                                 | |
| 島根県荒神谷遺跡出土品* - 横帯文銅鐸1口 - 袈裟襷文銅鐸5口 - 銅剣358口 - 銅矛16口                           | 島根県出雲市斐川町神庭西谷出土           | 文化庁蔵、島根県立古代出雲歴史博物館保管       | 尾根の斜面から銅剣358本、銅矛（どうほこ）16本、銅鐸6口が出土した。畿内を中心に出土する銅鐸、北九州を中心に出土する銅矛、出雲地方特有の形式をもつ銅剣が同一遺跡から、しかも大量に出土したという点で学術的価値が高い。 |
| 島根県加茂岩倉遺跡出土銅鐸* 39口                                                                           | 島根県雲南市（旧大原郡加茂町）出土       | 文化庁蔵、島根県立古代出雲歴史博物館           | 1996年（平成8年）に検出されたもので、1つの遺跡からの出土例としては日本最多の39口が出土した。 |
| 突線流水文銅鐸                                                                                             | 岡山県岡山市高塚遺跡出土                 | 岡山県立博物館                                 | |
| 袈裟襷文銅鐸                                                                                               | 岡山県井原市木之子町猿森出土             | 辰馬考古資料館                                 | |
| 安芸福田木ノ宗山出土品 - 横帯文銅鐸1口 - 銅戈1口 - 細形銅剣1口                                             | 広島県広島市東区福田町出土               | 個人蔵                                         | |
| 突線袈裟襷文銅鐸                                                                                           | 徳島県徳島市国府町矢野 矢野遺跡出土      | 徳島県所有、徳島県立埋蔵文化財総合センター保管 | |
| 流水文銅鐸                                                                                                 | 徳島県阿南市山口町末広出土               | 文化庁保管                                     | |
| 袈裟襷文銅鐸*                                                                                              | 伝讃岐国出土                             | 東京国立博物館                                 | 桜ヶ丘出土銅鐸と類似した略画が鋳出された銅鐸。 |
| 袈裟襷文銅鐸                                                                                               | 出土地不詳                               | 辰馬考古資料館                                 | |
| 袈裟襷文銅鐸                                                                                               | 出土地不詳                               | 辰馬考古資料館                                 | |
| 袈裟襷文銅鐸                                                                                               | 出土地不詳                               | 辰馬考古資料館                                 | |
| 袈裟襷文有鐶銅鐸                                                                                           | 出土地不詳 （伝高知県）                  | 辰馬考古資料館                                 | |
| 流水文銅鐸                                                                                                 | 出土地不詳 （推定奈良県）                | 辰馬考古資料館                                 | |
| 流水文銅鐸                                                                                                 | 出土地不詳                               | 辰馬考古資料館                                 | |
| 流水文銅鐸                                                                                                 | 出土地不詳                               | 辰馬考古資料館                                 | |
| 流水文銅鐸                                                                                                 | 出土地不詳                               | 辰馬考古資料館                                 | |

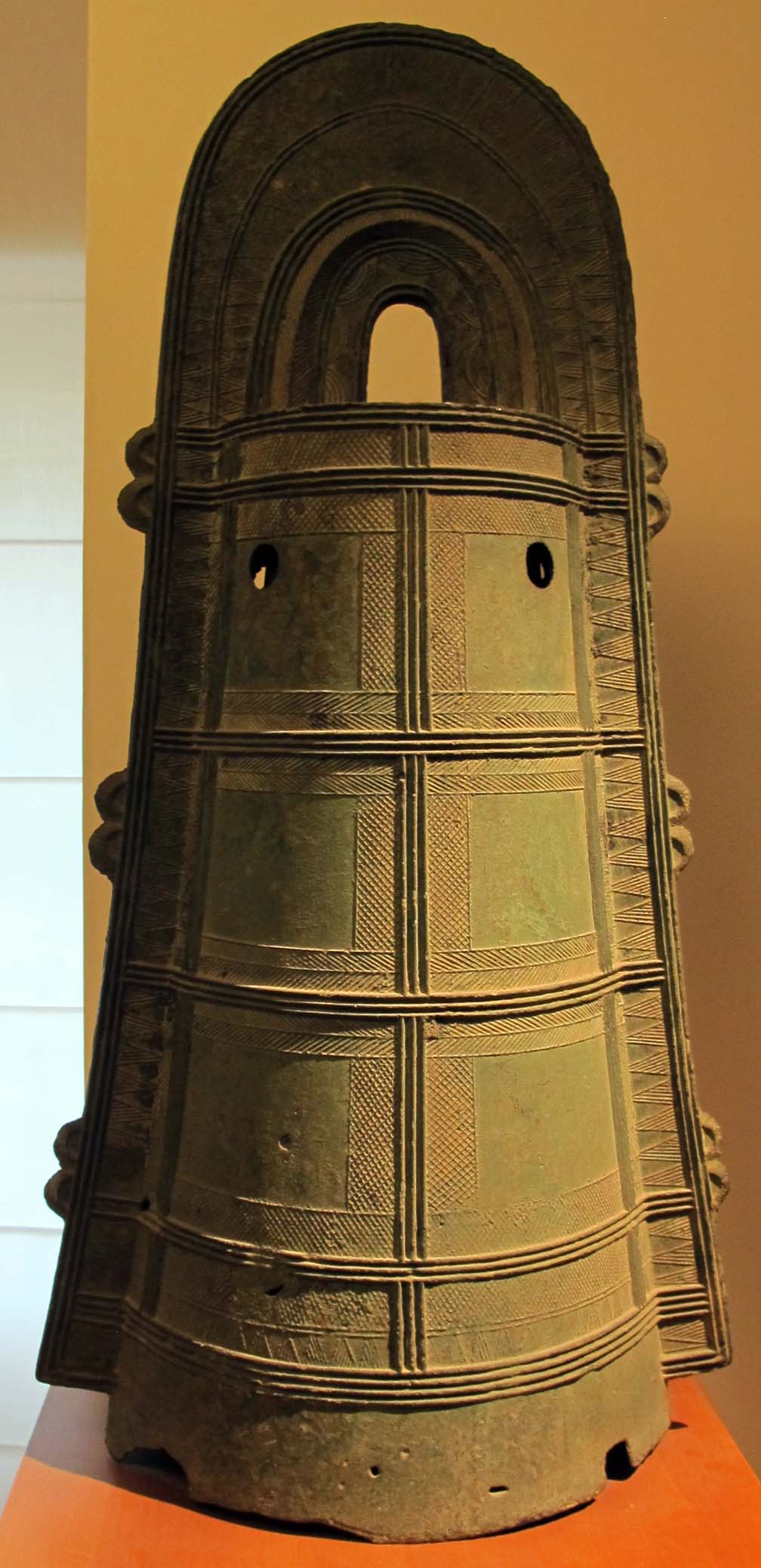
袈裟襷文銅鐸 静岡県浜松市北区細江町中川出土（東京国立博物館蔵）
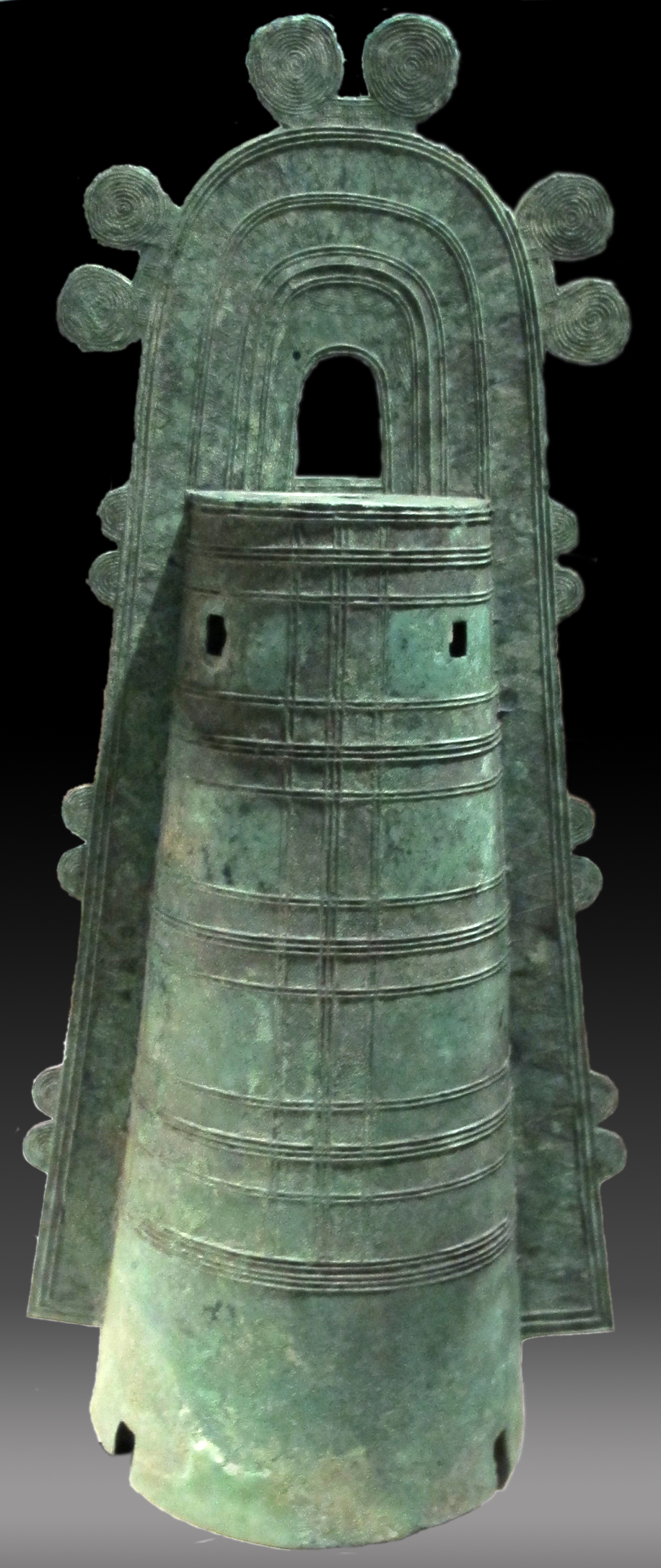
袈裟襷文銅鐸 三重県伊賀市柏尾出土（東京国立博物館蔵）
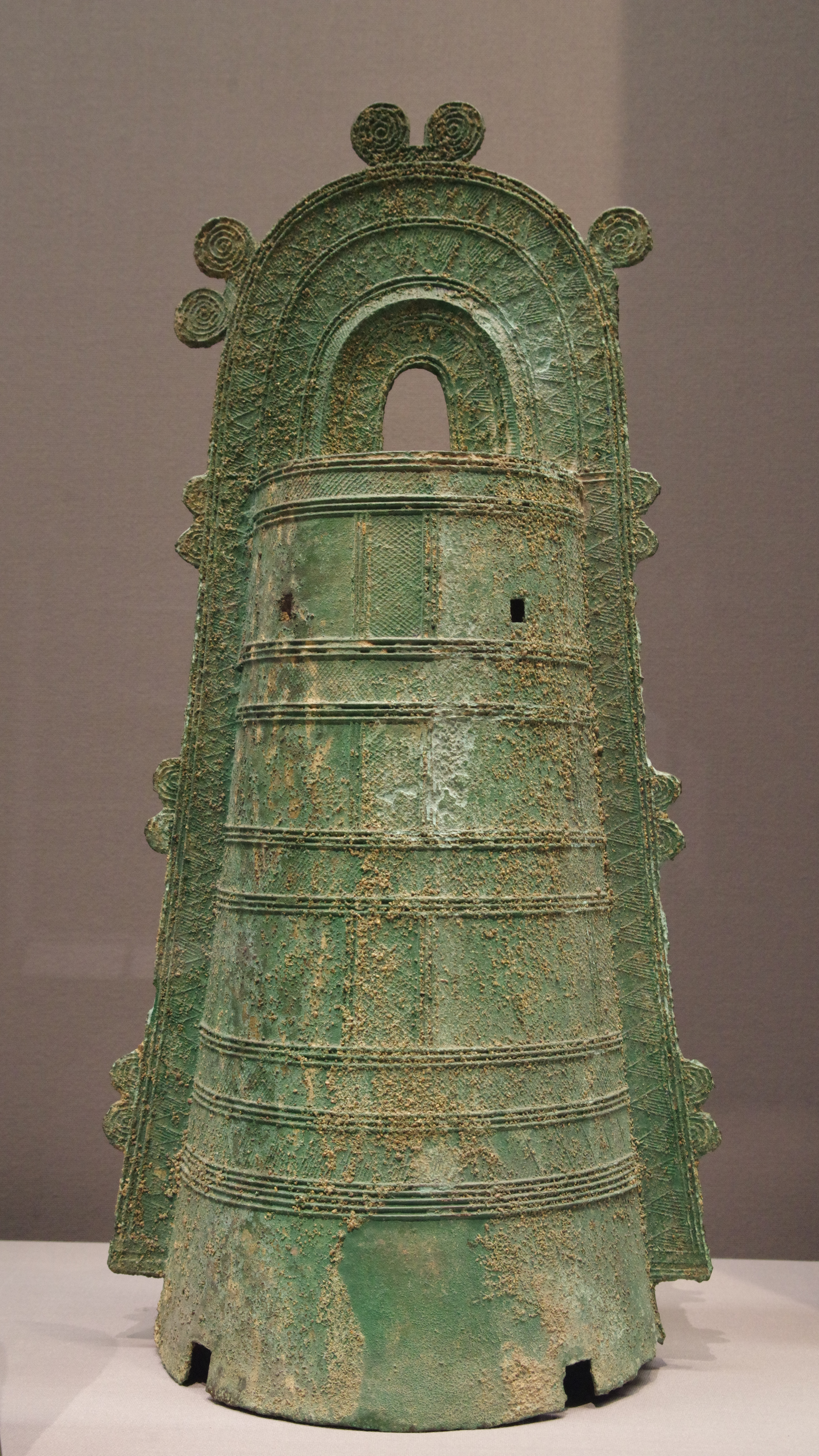
突線鈕3式銅鐸 滋賀県野洲市小篠原字大岩山、明治14年出土（東京国立博物館蔵）
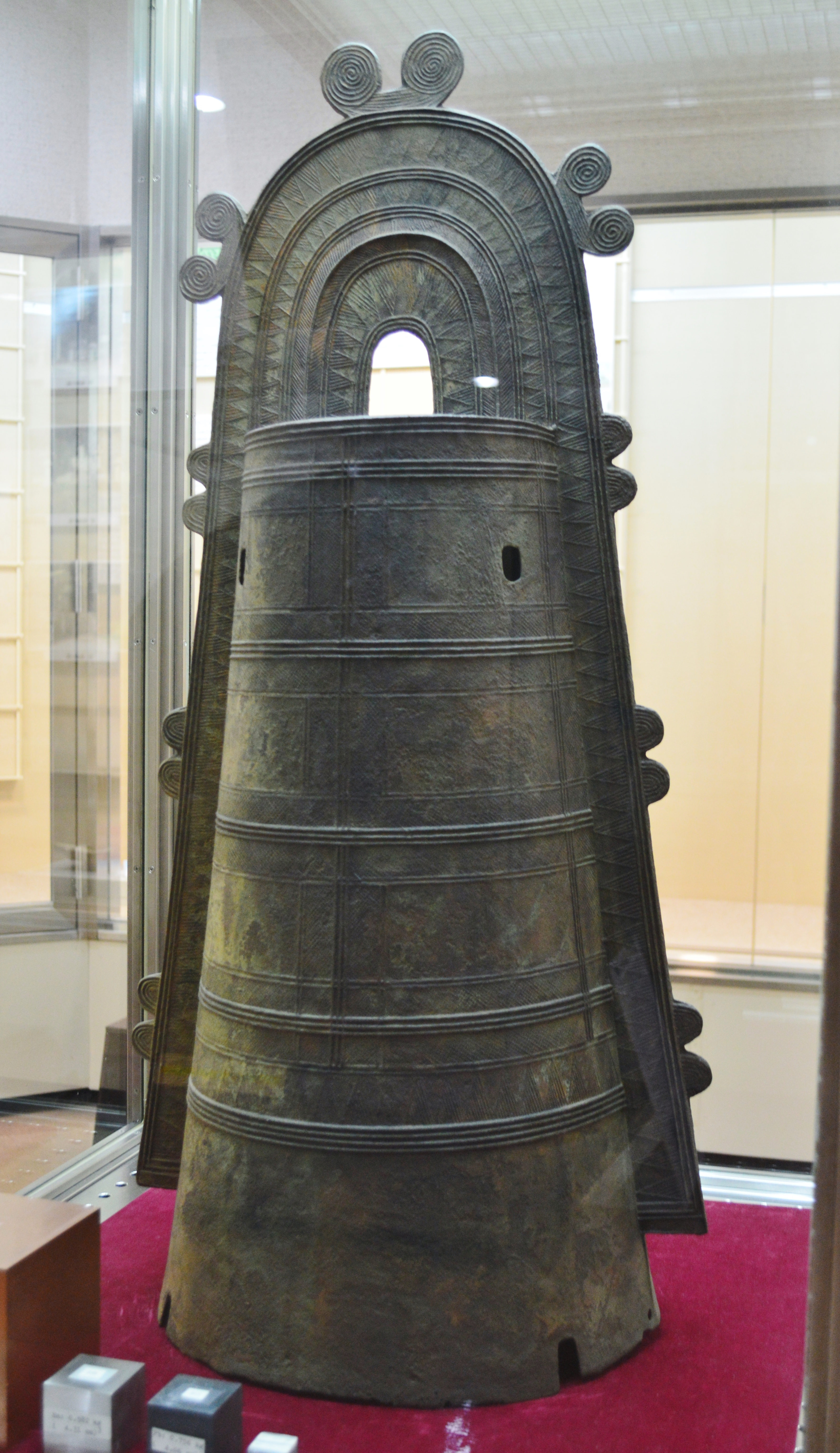
袈裟襷文銅鐸	大阪府羽曳野市西浦出土（文化庁蔵、羽曳野市立陵南の森総合センター保管、重要文化財）
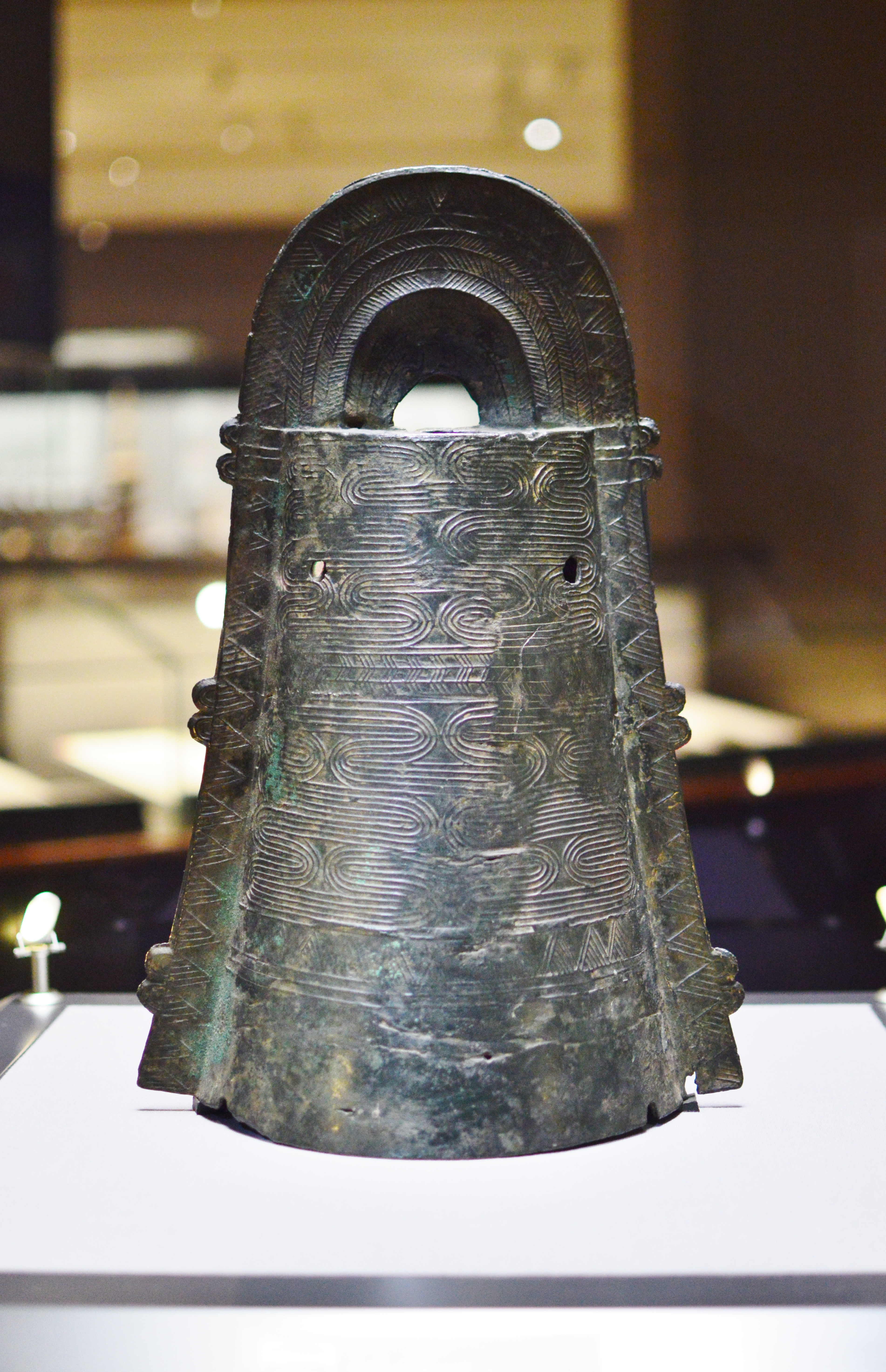
流水文銅鐸（外縁付鈕2式） 兵庫県豊岡市気比出土（東京国立博物館蔵、重要文化財）
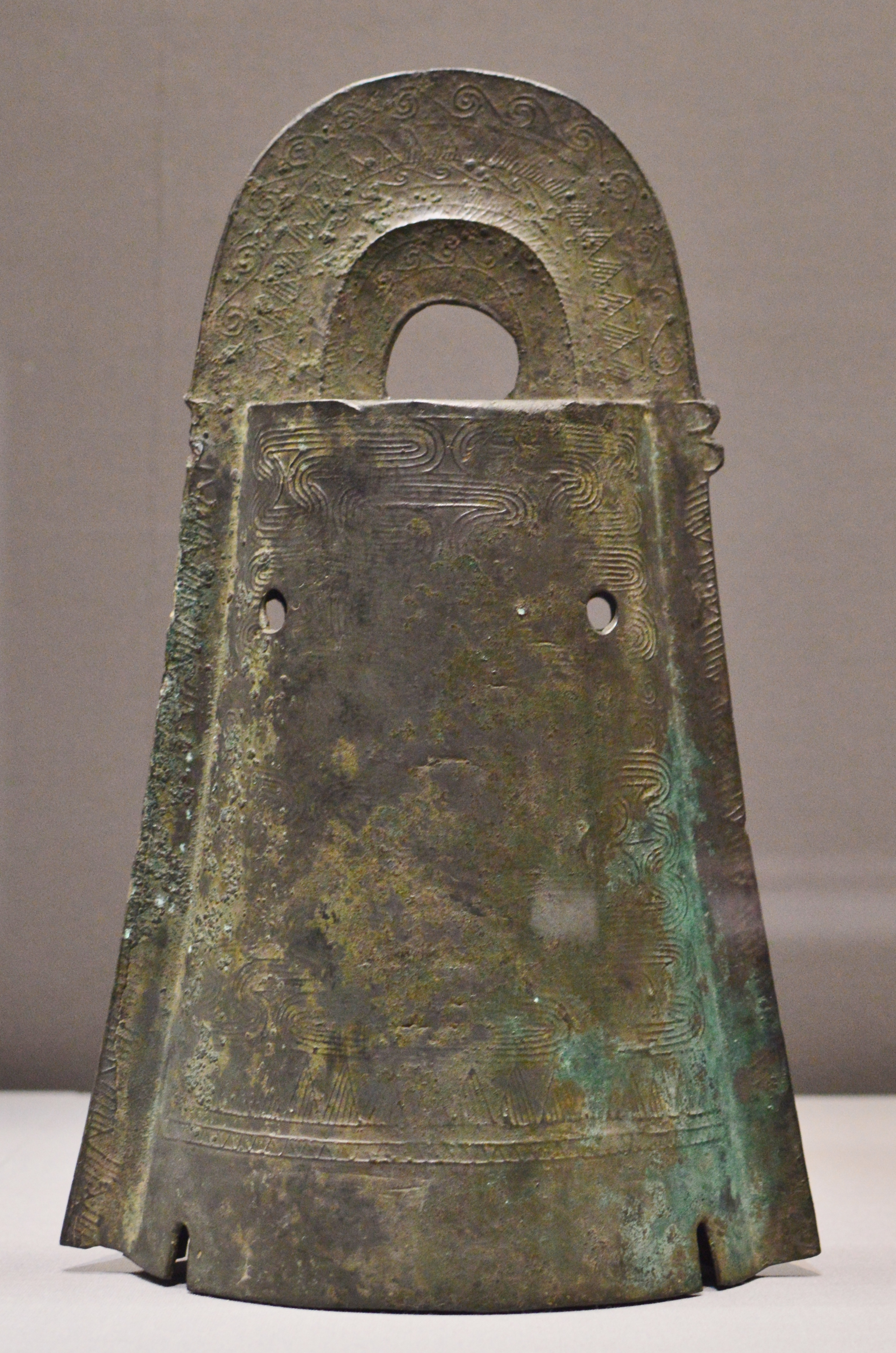
流水文銅鐸（外縁付鈕2式） 兵庫県豊岡市気比出土（東京国立博物館蔵、重要文化財）
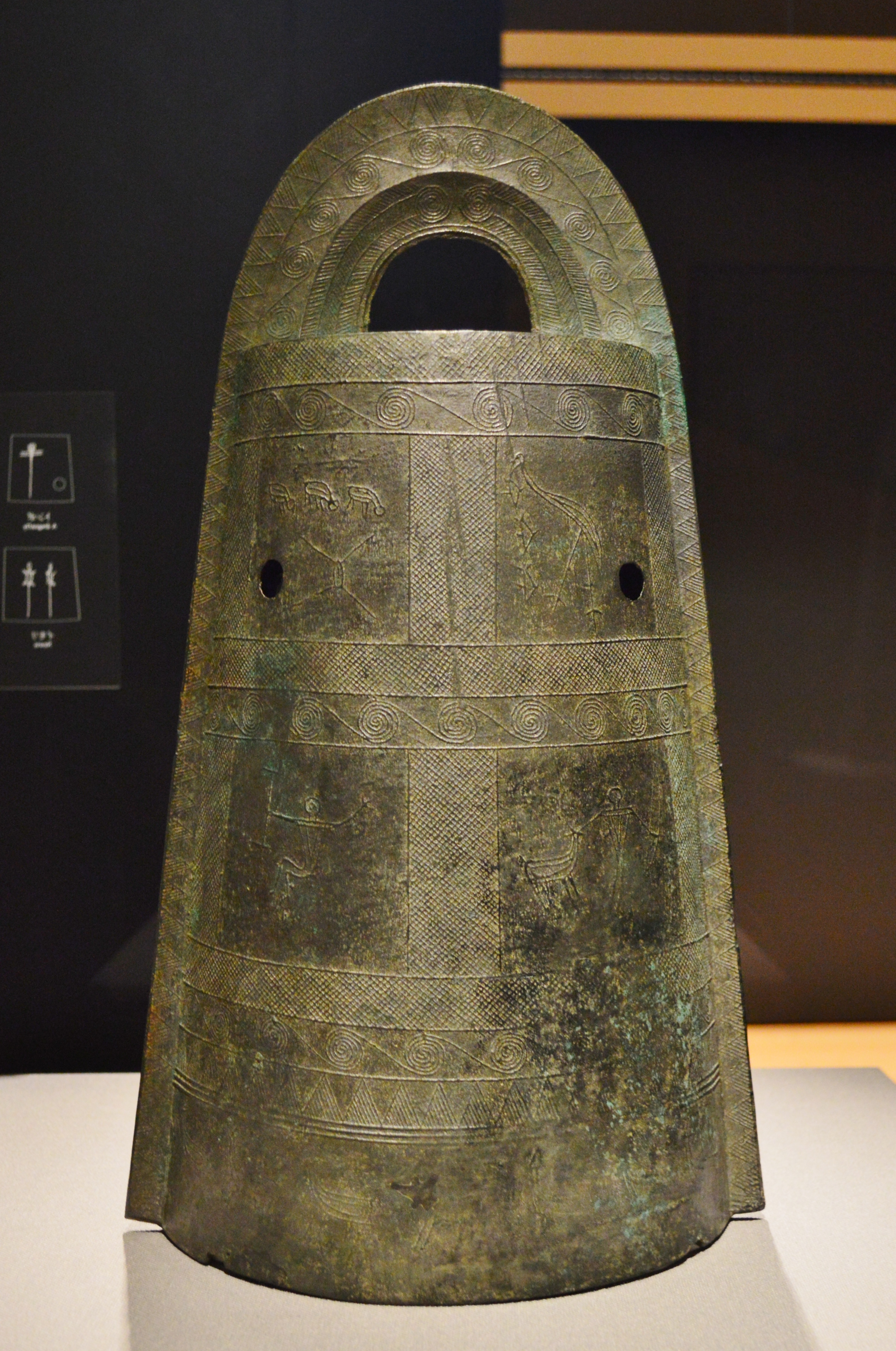
袈裟襷文銅鐸 兵庫県神戸市桜ケ丘町出土（14口のうち4号鐸）（神戸市立博物館展示、国宝）
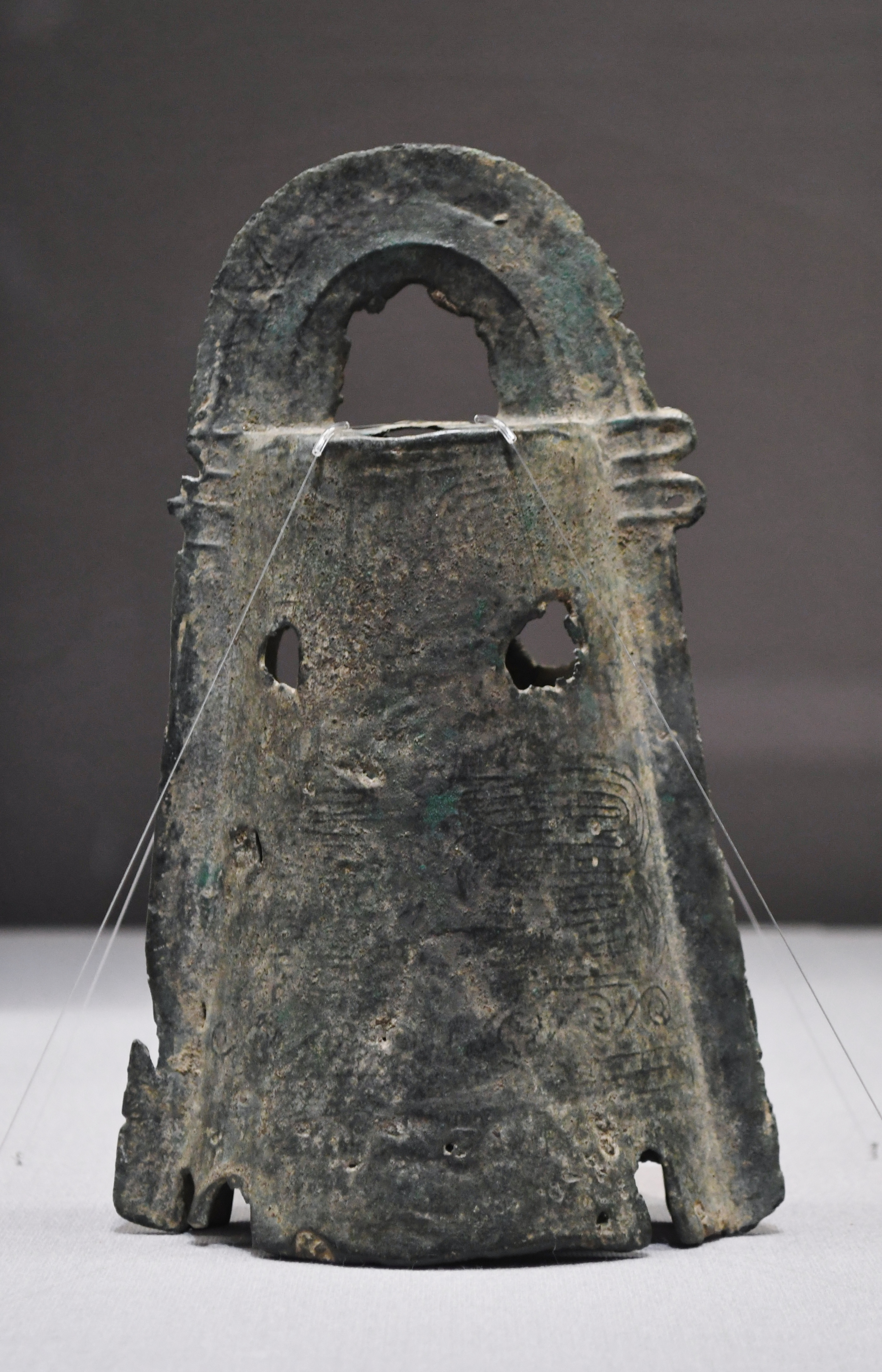
流水文・袈裟襷文銅鐸（外縁付鈕2式） 奈良県御所市名柄出土（東京国立博物館蔵、重要文化財）
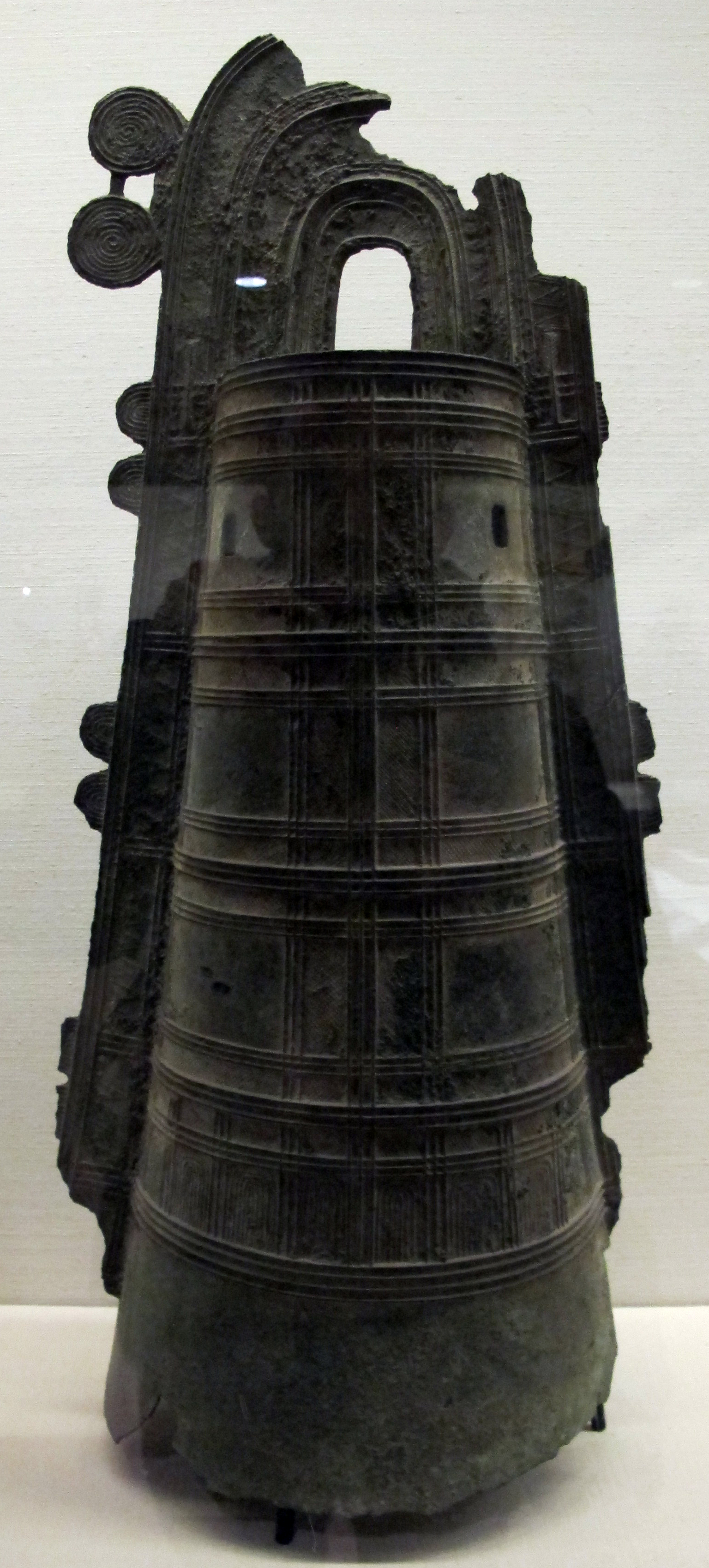
袈裟襷文銅鐸 和歌山県出土（大英博物館蔵）
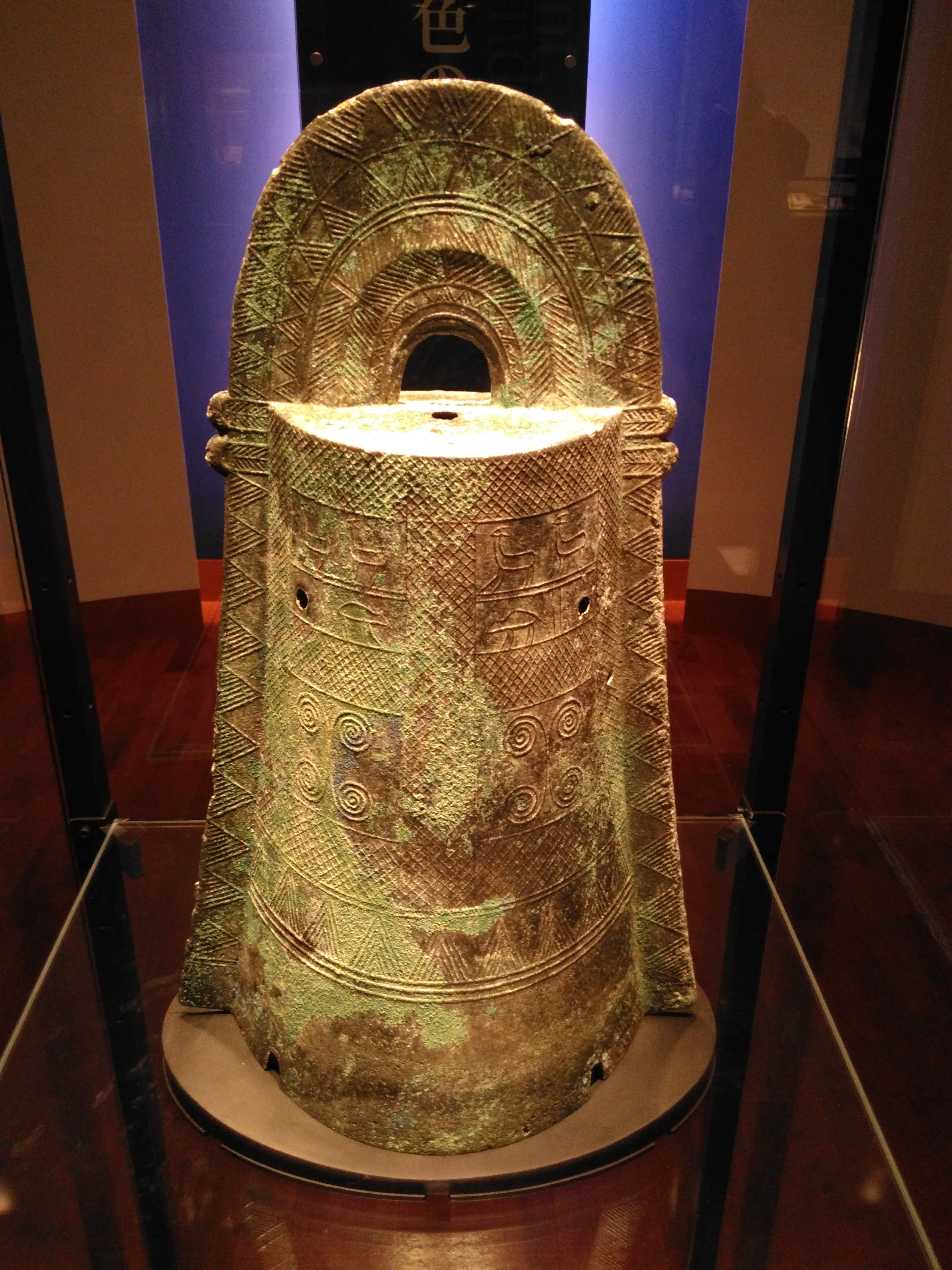
袈裟襷文銅鐸 加茂岩倉遺跡出土（39口のうち23号鐸）（文化庁蔵、島根県立古代出雲歴史博物館展示、国宝）
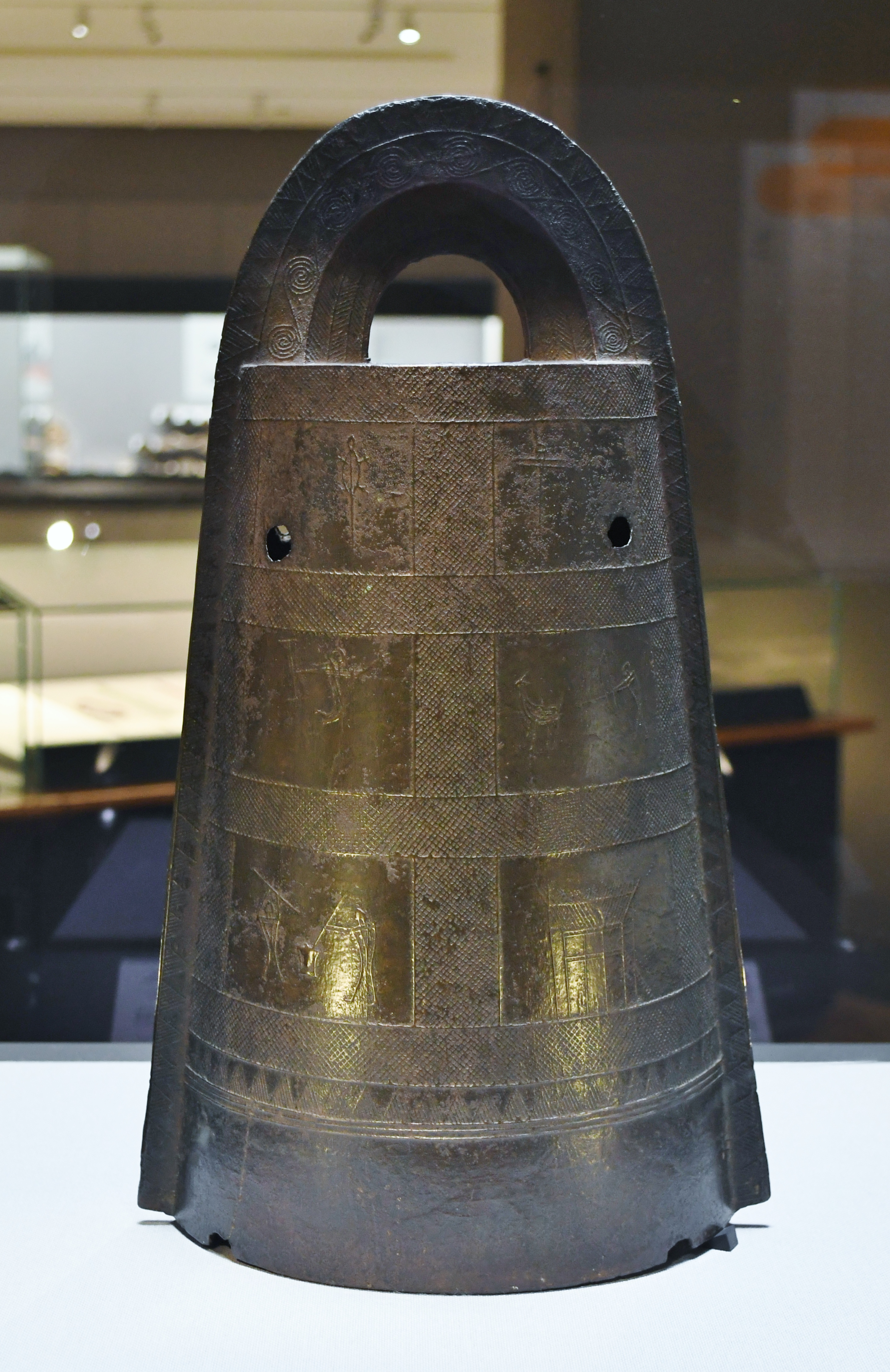
袈裟襷文銅鐸 伝香川県出土（東京国立博物館蔵、国宝）
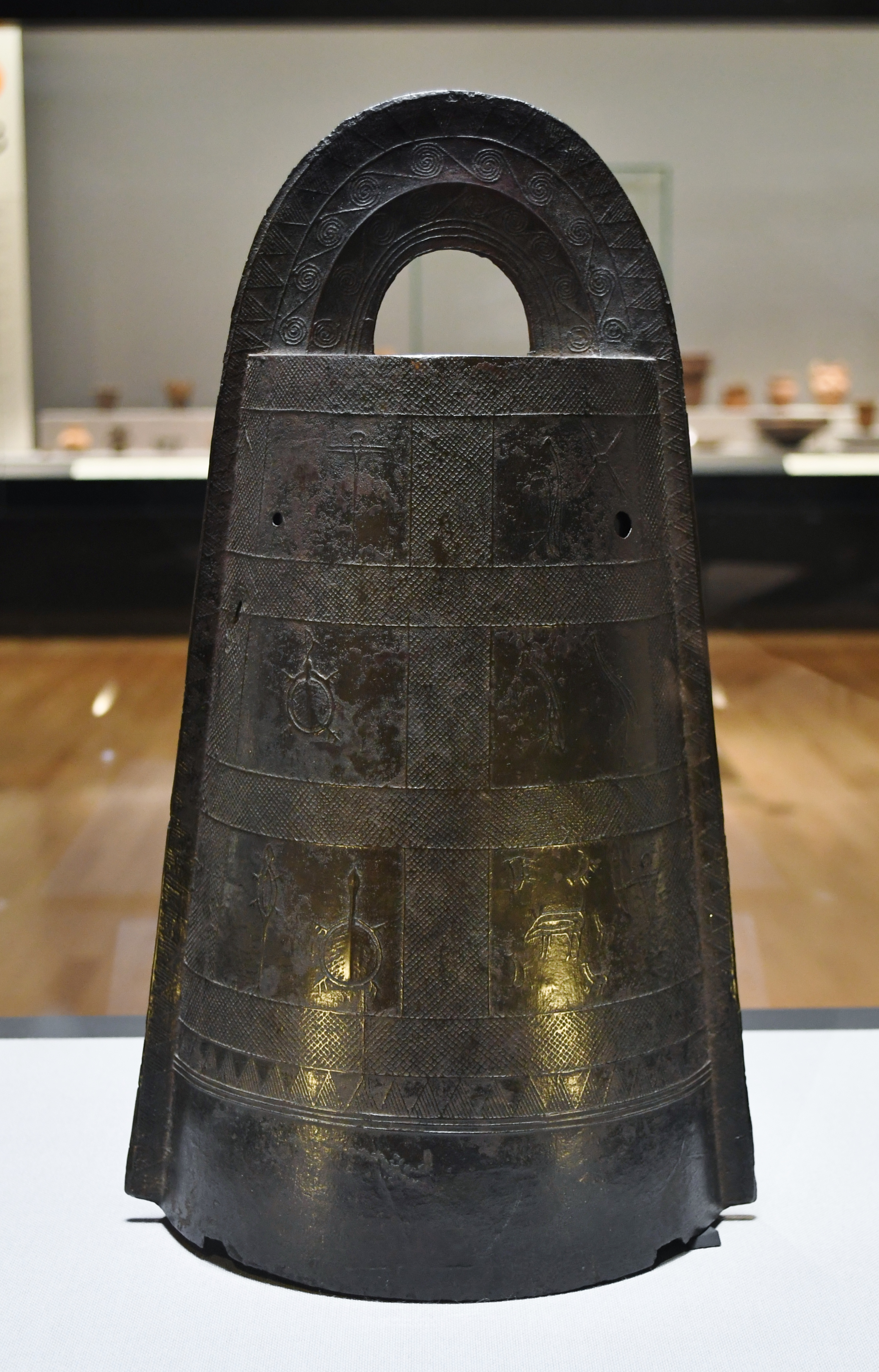
袈裟襷文銅鐸 伝香川県出土（東京国立博物館蔵、国宝、背面）
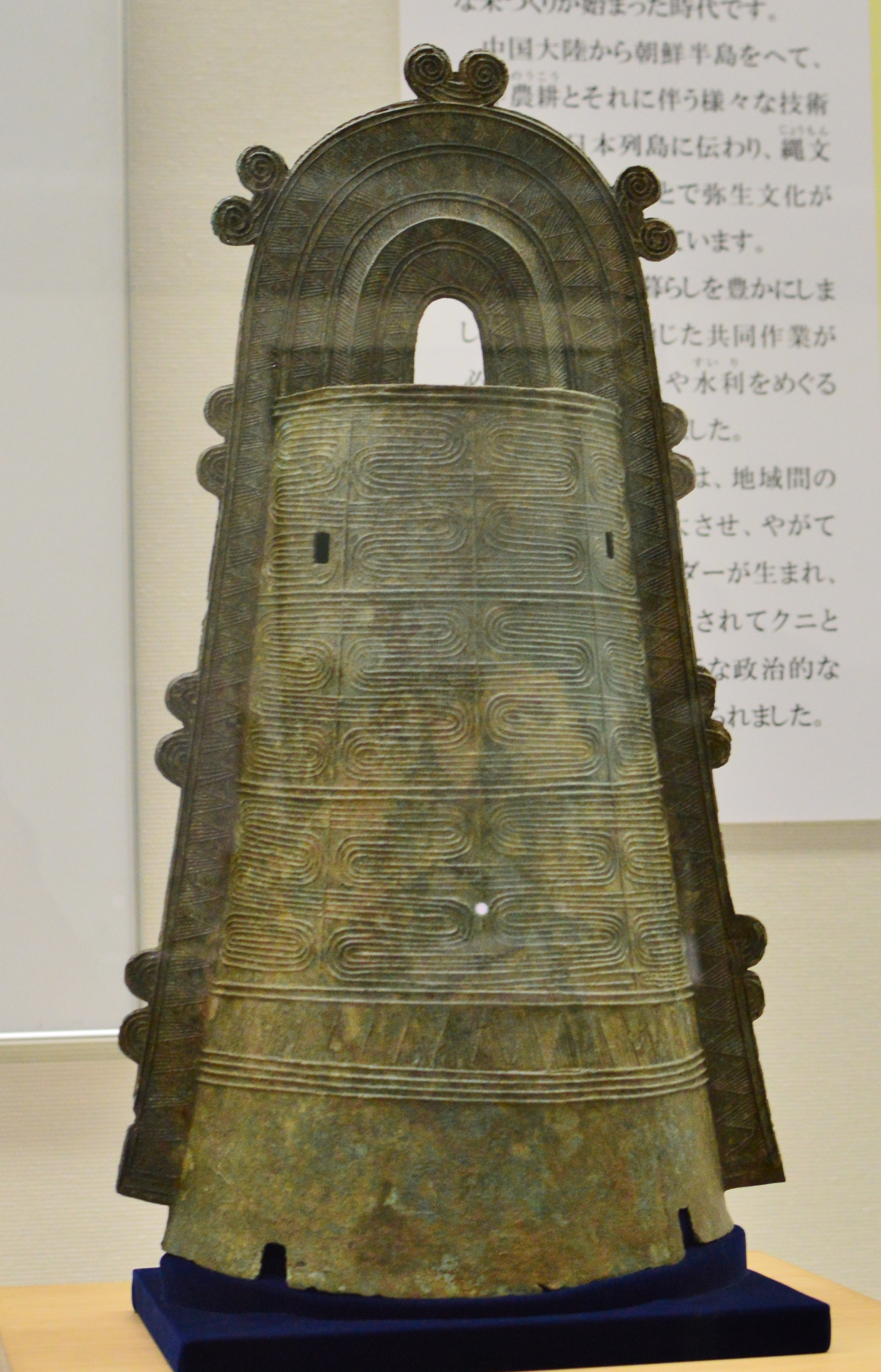
突線流水文銅鐸 岡山県岡山市高塚遺跡出土（岡山県立博物館蔵）